# حكمة المقت
حكمة المقت (بالإنجليزية: wisdom of repugnance)‏ أو «عامل التقزز» (بالإنجليزية: the 'yuck' factor)‏ أو التوسل بالاشمئزاز هو اعتقاد أن الاستجابة السلبية الحدسية (أو «المتأصلة») ضد شيء ما أو فكرة معينة ينبغي أن يعد دليلًا على أن لذلك الشيء خصيصة جوهرية شريرة أو ضارة. كما أن هذا المصطلح يشير إلى فكرة أن الحكمة يمكن أن تتجلى في صورة مشاعر الاشمئزاز تجاه أي شيء يفتقر إلى الخير أو الحكمة، بالرغم من أن شعور «الحكمة» هذا قد لا يمكن تفسيره مباشرة عقليًا.

## أصل المصطلح
وضع مصطلح «حكمة المقت» في 1997 ليون كاس رئيس مجلس الرئيس لأخلاقيات علم الأحياء (2001-2005) في مقالة في مجلة ذا نيو ريببلك، ووسعه لاحقًا في مقال آخر في المجلة نفسها في 2001، وضمنه أيضًا في كتابه الصادر عام 2002 بعنوان الحياة، والحرية، والدفاع عن الكرامة. قال كاس أن التقزز ليس حجة بمعنى الكلمة، بل قال أنه «في الحالات الحاسمة ... [يصبح] الاشمئزاز تعبيرًا عن حكمة عميقة تتجاوز قوة العقل للتعبير عنها بشكل كامل».

## استخدامه
يظل مصطلح «حكمة المقت» محدودًا إلى مدى كبير في نطاق المناقشات حول أخلاقيات علم الأحياء، وهو مرتبط نوعًا ما بعبارة «عامل التقزز»، إلا أنه -خلافًا للأخير- يكاد ينحصر استخدامه على من يقبلون بمقدمته المنطقية (أي أن الاشمئزاز يشير إلى الحكمة فعلًا)، وهو بذلك يعتبر لغة محملة، ويستخدمه بشكل رئيسي بعض المحافظين الأحيائيين لتبرير موقفهم مقابل التقدميين الأحيائيين.
انتقل استخدام المصطلح منذ ذلك الحين إلى النقاشات في مواضيع أخرى مثيرة للجدل مثل الميول الجنسية، والزواج المثلي، والإباحية، وقانونية الماريوانا. يشير المصطلح في كل تلك الحالات إلى أن «رد الفعل الداخلي» لدى شخص ما يمكن أن يبرر الاعتراض على ممارسة معينة، حتى مع غياب أي دعوى عقلية مقنعة ضد تلك الممارسة.

## النقد
انتقد مفهوم «حكمة المقت» لكونه مثالًا على مغالطة تتوسل بالعاطفة، وبسبب مقدمته الضمنية التي يبدو أنها ترفض المنهج العقلاني. بالرغم من أن العلم يقرر أن الإحساس بالتقزز قد تطور ليكون آلية دفاع مفيدة (مثل منع السلوكيات التي تحتمل الضرر مثل السفاح، وأكل لحوم البشر، وأكل البراز)، إلا أن المختصين في علم النفس الاجتماعي يشككون في إمكانية أن تقدم الغريزة أي قيمة أخلاقية أو منطقية عند إخراجها من سياقها التي اكتُسبت فيه أولًا.
تعارض مارثا نوسباوم بوضوح مفهوم الأخلاق المبنية على الاشمئزاز. أشارت نوسباوم إلى أن الاشمئزاز قد استُخدم على مدى التاريخ لتبرير الاضطهاد. مثلًا، في أزمان مختلفة كان الاشمئزاز الشائع يدفع التمييز العنصري، ومعاداة السامية، والتمييز الجنسي، ورهاب المثلية.
لاحظ ستيفن جاي غولد أن «أحكامنا المسبقة عادةً ما تطغى على معلوماتنا المحدودة. [إنها] في غاية التبجيل، وفي غاية اللاإرادية، وهي جزء كبير من طبيعتنا الفطرية لدرجة أننا لا نكف عن الاعتراف بمكانتها كقرارات مجتمعية بدائلها متطرفة، ونراها هي بديهية وحقائق واضحة».
رد الباحث البريطاني في أخلاقيات علم الأحياء جون هارس على نظرة كاس بقوله أنه «لا يوجد رابط بالضرورة بين الظواهر، أو المواقف، أو الأفعال التي تجعلنا متضايقين، أو حتى التي تصيبنا بالاشمئزاز، وبين تلك الظواهر والمواقف والأفعال التي توجد أسباب جيدة للحكم عليها بأنها غير أخلاقية. كما أنه لا يبنى على ذلك أن الأشياء التي نثق في عدم أخلاقيتها لابد من منعها قانونيًا وتنظيميًا».

## اقرأ أيضًا
- معاداة العقلانية
- التوسل بالعاطفة